# Gracixalus nonggangensis
Gracixalus nonggangensis é uma espécie de anfíbio gimnofiono da família Rhacophoridae. Está presente na China. A UICN classificou-a como deficiente de dados.